# Спенсер-Черчилль, Джордж, 5-й герцог Мальборо
Джордж Спенсер-Черчилль, 5-й герцог Мальборо (6 марта 1766 — 5 марта 1840) — британский аристократ и политик, старший сын Джорджа Спенсера-Черчилля (1739—1817), 4-го герцога Мальборо (1758—1817), и леди Кэролайн Рассел (1743—1811), дочери Джона Рассела, 4-го герцога Бедфорда. Пэр Англии, собиратель древностей и книг. Его младшим братом был Френсис Черчилль (1779—1845), 1-й барон Черчилль.
До 1817 года Джордж Спенсер-Черчилль носил титул маркиза Блэндфорда.

## Образование
Он получил образование в Итонском колледже (1776—1783) и колледже Крайст-Чёрч в Оксфорде (1784—1786), который он окончил 9 декабря 1786 года в качестве бакалавра искусства, позднее получил степень магистра искусств. Ему также была присвоена степень доктора юридических наук 20 июня 1792 года.

## Карьера
Лорд Блэндфорд представлял Оксфордшир в Палате общин от партии вигов в 1790—1796 годах и Трегони от партии тори в 1802—1806 годах.
В 1804—1806 годах Джордж Спенсер-Черчилль служил в качестве лорда казначейства в правительстве под руководством Уильяма Питта Младшего. В 1806 году он получил титул барона Спенсера Уормлейтонского. В это время он проживал в графстве Беркшир (деревни Ременхэм и Херст). С 1798 года он проживал в Парке Уайтнайтс в городе Эрли (графство Беркшир), недалеко от Рединга, где он прославился своими экстравагантным коллекционированием древностей, особенно книг. С 8 декабря 1803 года — член Лондонского общества антикваров.
Хотя маркиз был рожден и крещен с именем Джорджа Спенсера, вскоре после принятия титула герцога Мальборо он официально стал именоваться Джорджем Спенсером-Черчиллем (26 мая 1817 года). Однако это славное имя не спасло его от растущих долгов, его имения были конфискованы, а коллекции древностей распроданы. Он удалился в Бленхеймский дворец, где прожил остаток своей жизни за небольшую ренту, предоставленную первому герцогу Мальборо королевой Анной Стюарт.

## Брак и дети

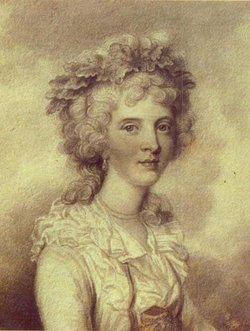
Леди Сьюзан Стюарт, герцогиня Мальборо

15 сентября 1791 года маркиз Блэндфорд женился на Леди Сьюзан Стюарт (10 апреля 1767 — 2 апреля 1841), дочери Джона Стюарта, 7-го графа Галлоуэй (1715—1779), и Энн Дэшвуд (1743—1830). Супруги имели четырёх детей:
- Джордж Спенсер-Черчилль, 6-й герцог Мальборо (27 декабря 1793 — 1 июня 1857)
- Лорд Чарльз Спенсер-Черчилль (3 декабря 1794 — 28 апреля 1840), женат с 1827 года на Этельред Кэтрин Бенетт (ум. 1839)
- Лорд Джордж Генри Спенсер-Черчилль (18 мая 1796—1828), женат с 1824 года на Элизабет Марте Нарес (ум. 1866)
- Лорд Генри Джон Спенсер-Черчилль (1797—1840)

Незаконнорождённые дети:
- Джон Tustian (1799—1873)

Незаконнорождённые дети от Матильды Гловер (1802—1876):
- Джорджина Матильда (1819—1898)
- Кэролайн Огаста (1821—1905)
- Элизабет (Эллен) (1823—1878)
- Генри (1831—1831)
- Джордж (?)
- Генри (?)

73-летний Джордж Спенсер-Черчилль, 5-й герцог Мальборо, скончался 5 марта 1840 года в Бленхеймском дворце, где и был похоронен в родовом склепе под часовней 13 марта 1840 года. Ему наследовал старший сын Джордж Спенсер-Черчилль, маркиз Блэндфорд, ставший 6-м герцогом Мальборо. Герцогиня Мальборо умерла на Парк-Лейн в Мейфэре (Лондон) в апреле 1841 года в возрасте 73 лет.